# Javno pravo
Javno pravo so pravna pravila, ki jih oblikuje država kot oblastni subjekt, tj. z uporabo sredstev oblasti. 

## Delitev
Javno pravo se ukvarja z javnim interesom državljanov in se deli po področjih dela:
- ustavno pravo - pravo človekovih pravic, organizacije državne oblasti in temeljnih ekonomsko-socialnih razmerij, lokalna samouprava
- upravno pravo - pravo organizacije in delovanja državne uprave (glej zlasti upravni postopek)
- kazensko pravo - pravo kaznovanja storilcev kaznivih dejanj (in drugih kaznivih ravnanj), določa kaznivo dejanje in sankcijo zanj, ter postopek ugotavljanja storilstva
- pravo gospodarske ureditve - gospodarske družbe, posebej banke in zavarovalnice, finančni predpisi
- javne finance - pravo proračunskih porabnikov (proračun; zakonitost in smotrnost porabe javnih sredstev)
- pravo socialne varnosti - zdravstveno in pokojninsko zavarovanje, otroški dodatek, socialne pomoči, ...
- mednarodno pravo - zlasti pravo Evropske skupnosti
- posebne zvrsti, npr. vojno in vojaško pravo.

## Splošno
Zasebniki kot naslovljenci teh pravil morajo njihovo vsebino sprejeti; se pravi, so v izrazito podrejenem položaju (imajo pa na voljo sredstva demokratičnega nadzora (glej civilna družba)).
Tipičen splošni javnopravni akt je zakon (sprejet v parlamentu po zakonodajnem postopku), od posamičnih pravnih aktov pa upravna odločba, s katero upravni organ oblastveno odloči o pravici posameznika - npr. tujcu lahko ali ne podeli  državljanstvo, pri čemer gleda najprej zakonite pogoje, in če so vsi izpolnjeni, odloči po prostem preudarku.

## Načela
Temeljna načela javnega prava:
- sledenje javnemu interesu - vsebina pravil javnega prava mora biti v večinskem interesu državljanov
- zakonitosti - omejenost z ustavo, mednarodnim pravom in zakoni (v tem vrstnem redu):
  - materialna zakonitost - državni organi lahko in morajo ravnati točno tako, kot veli zakon (izjema je že omenjeno načelo prostega preudarka). Zasebniki nasprotno lahko počnejo vse, kar ni izrecno prepovedano z zakonom.
  - postopkovna zakonitost (due process): javnopravni akti morajo biti sprejeti v postopku, kot ga določa zakon: upravni akti npr. v upravnem postopku. Postopek varuje šibkejšega udeleženca v postopku

Pravila javnega prava sprejemajo in nato izvršujejo javnopravni subjekti, ki so:
- državni organi (vlada, ministrstva in organi v njihovi sestavi (zlasti upravne enote), javne agencije, javni zavodi, javni skladi, javna podjetja)
- organi samoupravnih skupnosti (občine, deli občin)
- zasebniki, na podlagi javnega pooblastila

Postopati morajo po splošnem upravnem postopku, v kolikor z zakonom ni določen drug postopek (postopkovna zakonitost).